# Acanthopsyche basinigra
Acanthopsyche basinigra är en fjärilsart som beskrevs av Felder och Alois Friedrich Rogenhofer 1874. Acanthopsyche basinigra ingår i släktet Acanthopsyche och familjen säckspinnare. Inga underarter finns listade i Catalogue of Life.